# 35459 Klaurieger
35459 Klaurieger este o planetă minoră (asteroid), cu un diametru de 5,15 km, din centura de asteroizi. A fost descoperită pe 27 februarie 1998 la Ondřejovská hvězdárna⁠(d) de Lenka Kotková⁠(d). 
Obiectul prezintă o orbită caracterizată de o semiaxă mare de 2,4814466 UAi, o excentricitate de 0,01, o înclinație de 8,55613 ° în raport cu ecliptica.